# Cornelis Vervoorn
Cornelis Vervoorn (Herwijnen, 9 maart 1883 - Herwijnen, 11 november 1951) was een Nederlands politicus.
Vervoorn was een advocaat en herenboer uit het Gelderse Herwijnen, die in 1933 vertegenwoordiger was van de Nationale Boeren-, Tuinders- en Middenstandspartij. Hij speelde in de Tweede Kamer een weinig opvallende rol.